# Gregor Lange
Gregor Hieronymus Lange (Havelberg, Brandenburg, 1540 - Breslau, 1587) fou un compositor alemany del Renaixement. Va ser un dels compositors més instruïts de la seva època. Publicà Cantiones aliquot sacrae (Frankfurt, 1580); Cantiones sacrae (Nuremberg, 1580-1584), que consta de dues parts; Neue deutsche Lieder (Wrocław, 1584-86), que està així mateix dividida en dues parts.